# Chapter and Verse (Bruce Springsteen)
Chapter and Verse è la ottava compilation del cantautore statunitense Bruce Springsteen, pubblicata dalla Columbia Records nel 2016.

## Storia
L'album è stato realizzato da Springsteen in concomitanza con la pubblicazione della sua autobiografia, Born to Run (dal titolo del suo celebre disco del 1975), e contiene 13 brani tratti dal suo repertorio oltre a 5 inediti registrati dal cantautore agli inizi della sua carriera con i primi gruppi semi-dilettantistici in cui aveva suonato, brani scelti appositamente per formare una sorta di "colonna sonora" del libro in una sequenza che scorre parallelamente ai suoi capitoli.

## Tracce
Tutte le canzoni sono state composte da Bruce Springsteen salvo dove diversamente indicato.
1. Baby I - (Bruce Springsteen, George Theiss) - 1:56
  - The Castiles, registrata il 2 maggio 1966 al Mr. Music di Brick Township, canzone inedita
2. You Can't Judge a Book by the Cover - (Willie Dixon) - 2:57
  - The Castiles, registrata il 16 settembre 1967 al The Left Foot a Freehold, canzone inedita
3. He's Guilty (The Judge Song) - 4:41
  - Steel Mill, registrata il 22 febbraio 1970, ai Pacific Recording Studio, San Mateo, canzone inedita
4. Ballad of Jesse James - 5:33
  - The Bruce Springsteen Band, registrata il 14 marzo 1972, al Challenger Eastern Surfboards, Highland, canzone inedita
5. Henry Boy - 3:18
  - registrata nel giugno 1972, ai Mediasound Studios, New York, canzone inedita
6. Growin' Up - 2:44
  - registrata il 3 maggio 1972, ai Columbia Records Recordings Studios, New York; precedentemente apparsa in Tracks
7. 4th of July, Asbury Park (Sandy) - 5:36
  - 1973, The Wild, the Innocent & the E Street Shuffle
8. Born to Run - 4:31
  - 1975, Born to Run
9. Badlands - 4:03
  - 1978, Darkness on the Edge of Town
10. The River - 5:00
  - 1980, The River
11. My Father's House - 5:06
  - 1982, Nebraska
12. Born in the U.S.A. - 4:39
  - 1984, Born in the U.S.A.
13. Brilliant Disguise - 4:16
  - 1987, Tunnel of Love
14. Living Proof - 4:47
  - 1992, Lucky Town
15. The Ghost of Tom Joad - 4:23
  - 1995, The Ghost of Tom Joad
16. The Rising - 4:48
  - 2002, The Rising
17. Long Time Comin' - 4:15
  - 2005, Devils & Dust
18. Wrecking Ball - 5:47
  - 2012, Wrecking Ball

## Edizioni
- 2016 – Chapter and Verse, CD, Columbia Records Sony Music 88985358202
- 2016 – Chapter and Verse, LP (doppio), Columbia Records Sony Music 88985358211
- 2016 – Chapter and Verse in (EN) Bruce Springsteen, Born to Run Deluxe Limited Edition, New York, Simon & Schuster, 27 settembre 2016, ISBN 978-1-5011-6219-0.